# HMS Duncan (1901)
La HMS Duncan fu la prima delle sei corazzate pre-dreadnought della Royal Navy appartenenti all'omonima classe. Entrò in servizio nel 1903 e servì con la Mediterranean Fleet fino al 1905, quando fu trasferita alla Channel Fleet. Verso la fine del 1905 fu danneggiata dalla collisione con l'HMS Albion e soffrì nuovamente danni quando si incagliò presso Lundy Island. Dopo un ulteriore periodo di servizio con la Mediterranean Fleet, nel 1913 du assegnata alla Sesta Squadra da Battaglia con sede a Portsmouth, dove servì come nave per l'addestramento artiglieri.
La Duncan era in raddobbo quando la prima guerra mondiale scoppiò. Quando il raddobbo fu completato, condusse operazioni come parte della pattuglia del nord e servì con le sue navi sorelle nella Channel Fleet. Lasciò la squadra nel febbraio 1915 per un ulteriore raddobbo, dopo il quale fu assegnata alla Nona Squadra Incrociatori che incrociava tra Madeira, le Azzorre e Capo Finisterre. Verso la fine del 1915 ritornò nuovamente nel Mediterraneo per condurre operazioni di supporto della Regia Marina e contro I monarchici greci. Dal 1917 passò il resto della guerra in Inghilterra come nave in riserva e fu decommissionata nel 1919.

## Descrizione tecnica
La HMS Duncan fu impostata nel cantiere Thames Ironworks and Shipbuilding Company di Leamouth il 10 luglio 1899 e varata il 21 marzo 1901 (con Mrs. Hills, moglie del capo del cantiere, come madrina.) Lasciò il Victoria Dock per Chatham nel maggio 1902 per essere armata e condurre le prove in mare e fu completata nell'ottobre 1903.
La Duncan e le sue cinque sorelle della classe Duncan furono ordinate in risposta agli ampi programmi di costruzione varati da Francia e Russia, particolarmente per le veloci corazzate russe. Furono disegnate come versioni più piccole, più leggere e più veloci della precedente classe Formidable. Si scoprì in seguito che le navi russe non erano così pesantemente armate come si credeva inizialmente e le Duncan le furono quindi molto superiori per il buon bilancio di velocità, potenza di fuoco e protezione.
Il layout della corazza era simile a quello della classe London, con spessore ridotto nelle barbette e nella cintura corazzata.
Le Duncan ebbero 2.200 kW di potenza installata, più delle Formidable e delle London, e furono le prime corazzate britanniche a montare motori a tripla espansione a 4 cilindri. Ebbero anche una diversa carena per aumentare la velocità. Le navi ebbero la reputazione di buone unità da crociera, con una velocità di progetto di 19 nodi e operativa di 18 nodi, ottima manovrabilità a ogni velocità e rollio dolce. Quando furono completate, erano le corazzate più veloci in servizio nella Royal Navy e furono le più veloci pre-dreadnought mai costruite al di fuori della classe Swiftsure.
Ebbero lo stesso armamento sebbene minor dislocamento delle Formidable e London.
Come tutte le pre-dreadnought, la Duncan fu surclassata dalle corazzate dreadnought che apparvero nel 1906 ma continuò comunque a svolgere azioni in prima linea per tutta la prima parte della prima guerra mondiale.

## Servizio
La HMS Duncan entrò in servizio presso l'arsenale di Chatham l'8 ottobre 1903, per servire nella Mediterranean Fleet. Nel febbraio 1905 fu trasferita alla Channel Fleet.  Il 26 settembre 1905, a Lerwick, ebbe una collisione con la corazzata HMS Albion, soffrendo danni allo scafo, che includevano una falla sotto il galleggiamento, danni al timone e la distruzione del terrazzino poppiero. Il 23 luglio 1906 soffrì un nuovo incidente, quando s'incaglio davanti a Lundy durante le infruttuose operazioni di recupero della HMS Montagu.
Nel febbraio 1907 la Duncan fu trasferita all'Atlantic Fleet e fu raddobbata a Gibilterra dal novembre 1907 al febbraio 1908. Il 1 dicembre 1908 la Duncan fu trasferita alla Mediterranean Fleet per servire come viceammiraglia. Nel 1909 fu raddobbata a Malta. Il 1º maggio 1912, a causa di una riorganizzazione della flotta, la Mediterranean Fleet divenne il 4th Battle Squadron della Home Fleet. La base fu spostata da Malta a Gibilterra. La Duncan divenne quindi parte della squadra di Gibilterra.
Il 27 maggio 1913 la Duncan ricevette un equipaggio ridotto presso Chatham e fu assegnata al 6th Battle Squadron di base a Portsmouth, dove servì come nave scuola per artiglieri. Nel maggio 1914 incominciò un raddobbo presso l'arsenale di Chatham.

### Prima guerra mondiale
La Duncan era ancora in bacino quando scoppiò la prima guerra mondiale, nell'agosto 1914. I piani, in origine, prevedevano che le corazzate Duncan, Agamemnon, Albemarle, Cornwallis, Exmouth, Russell e Vengeance formassero in tempo di guerra il 6th Battle Squadron, per servire nella Channel Fleet, dove avrebbero dovuto pattugliare la Manica e coprire il movimento della British Expeditionary Force verso la Francia. Esistevano però anche piani in cui il 6th Battle Squadron veniva assegnato alla Grand Fleet, cosicché, allo scoppio della guerra, il comandante in capo della Grand Fleet, l'ammiraglio John Jellicoe, richiese che la Duncan e le sue quattro gemelle rimaste (Albemarle, Cornwallis, Exmouth e Russell) fossero assegnate al 3rd Battle Squadron della Grand Fleet, con compiti di pattuglia a causa della carenza di incrociatori nella flotta. Il 6th Battle Squadron fu temporaneamente sciolto e la Duncan, al completamente del suo raddobbo, nel settembre 1914, si riunì con il 3rd Battle Squadron a Scapa Flow, da dove si unì agli incrociatori della flotta nella Northern Patrol.
La Duncan e le sue quattro gemelle, insieme con le corazzate classe King Edward VII, furono temporaneamente trasferite alla Channel Fleet il 2 novembre 1914 per rinforzare la flotta a causa dell'aumento dell'attività nemica nell'area. Il 13 novembre 1914 le navi classe King Edward VII ritornarono alla Grand Fleet, ma la Duncan e le sue gemelle rimasero con la Channel Fleet, dove il 14 novembre 1914 ricostituirono il 6th Battle Squadron. Questa squadra ricevette l'ordine di bombardare le basi dei sommergibili tedeschi in Belgio e ricevette l'isola di Portland come base, anche se il 14 novembre fu immediatamente trasferita a Dover. Comunque, a causa di una carenza di difese antisommergibile nel porto di Dover, il 19 novembre la squadra ritornò a Portland.
Nel dicembre 1914 il 6th Battle Squadron fu ritrasferito a Dover e poi il 30 dicembre fu trasferito a Sheerness, in sostituzione del 5th Battle Squadron.
Tra il gennaio e il maggio 1915 il 6th Battle Squadron fu frammentato. La Duncan lasciò la squadra nel febbraio 1915 per essere messa in riserva per essere poi raddobbata a Chatham fino al 19 luglio 1915. Alla fine del raddobbo la nave fu accorpata al 9th Cruiser Squadron che operava nella zona Finisterre-Azzorre-Madera.
Nell'agosto 1915 la Duncan fu trasferita alla seconda squadra distaccata, nell'Adriatico. La squadra era stata organizzata nel maggio 1915 per rinforzare la Regia Marina, dopo la dichiarazione di guerra dell'Italia all'Austria-Ungheria. La Duncan ebbe in questo periodo base a Taranto.
Nel giugno 1916 la Duncan fu trasferita alla terza squadra distaccata, nell'Egeo, con base a Salonicco. Dall'ottobre al dicembre 1916 partecipò a operazioni contro i greci realisti e il 1º dicembre sbarcò royal marines ad Atene. Nel gennaio 1917 ritornò alla squadra nell'Adriatico.

#### Disarmo e riserva
Nel febbraio 1917 la Duncan ritornò nel Regno Unito e fu disarmata a Sheerness per fornire personale per gli equipaggi di unità antisommergibile. Rimase in riserva a Sheerness fino all'aprile 1917, quando fu spostata a Chatham per essere raddobbata. Quando uscì dal bacino, nel gennaio 1918, rimase in riserva a Chatham, servendo come nave caserma.

## Radiazione
La Duncan fu radiata nel marzo 1919 e fu venduta per essere demolita alla Stanlee Shipbreaking Company Limited, di Dover, il 18 febbraio 1920. Fu trainata fino a Dover per la demolizione nel giugno 1920.